# Acequia de Quart
La Acequia de Quart es una de las ocho acequias de la Vega de Valencia (España) que están bajo la jurisdicción del Tribunal de las Aguas de Valencia. Su origen está en el río Turia, en término municipal de Manises. Riega las huertas y campos de la margen derecha del río Turia dominados por esta acequia, la primera en tomar, hasta la zona dominada por la Acequia de Mislata, en los términos de Manises y Cuart de Poblet, terminando su recorrido en la Acequia de Benàger i Faitanar

## Datos
El comienzo del trazado de la acequia está en el azud de Quart, ubicado unos 200 m aguas arriba del puente de la A-7 sobre el río Turia. El canal desvía prácticamente todas las aguas del río para hacerlas llegar hasta la cámara de carga de la central hidroeléctrica llamada Molino de Daroqui. Allí, las aguas turbinadas vuelven al río y las aguas de riego continúan por la acequia. Por este motivo, a este tramo de la acequia de Cuart se le llama también Canal de Daroqui. El recorrido de la acequia sigue por el norte de Manises, cruza la V-11 y ya circula cubierta siguiendo el trazado del Paseo de l'Horta de Manises hasta llegar a la Calle del Olivo, calle Teruel, calle del Norte, cruza la CV-371 y sigue por la calle de las Fábricas, cruza la calle Valencia y llega hasta cruzar la línea 5 del Metro. Allí sale a la luz, para dar riego a los campos de esta zona. Sigue en dirección a Cuart de Poblet y termina su recorrido en la Ermita de San Onofre, donde comienza la acequia de Benàger i Faitanar.
- Ver el trazado de la acequia de Cuart en Google Earth/Maps (enlace roto disponible en Internet Archive; véase el historial, la primera versión y la última).

- Datos: Q5656448